# Nouveau Parti démocratique du Manitoba
Le Nouveau Parti démocratique du Manitoba est un parti politique social-démocrate dans la province canadienne du Manitoba. Il s'agit de l'aile provinciale du Nouveau Parti démocratique fédéral, et est le descendant direct du Co-operative Commonwealth Federation. Il forme actuellement l'Opposition officielle à l'Assemblée législative du Manitoba.

## Chefs du parti
| Nom                      | Durée                                            | Premier ministre                   |
| ------------------------ | ------------------------------------------------ | ---------------------------------- |
| Russell Paulley          | 4 novembre 1961 - 7 juin 1969                    | —                                  |
| Edward Schreyer          | 7 juin 1969 - 4 novembre 1979                    | 15 juillet 1969 - 24 novembre 1977 |
| Howard Pawley            | 1979 - 30 mars 1988 (intérim le 4 novembre 1979) | 1981-1988                          |
| Gary Doer                | 30 mars 1988 - 17 octobre 2009                   | 1999-2009                          |
| Greg Selinger            | 17 octobre 2009 - 7 mai 2016                     | 17 octobre 2009 - 3 mai 2016       |
| Flor Marcelino (intérim) | 7 mai 2016-16 septembre 2017                     | —                                  |
| Wab Kinew                | 16 septembre 2017 - En cours                     |                                    |